# Zonopimpla fasciata
Zonopimpla fasciata là một loài tò vò trong họ Ichneumonidae.